# Arent Arentsz.

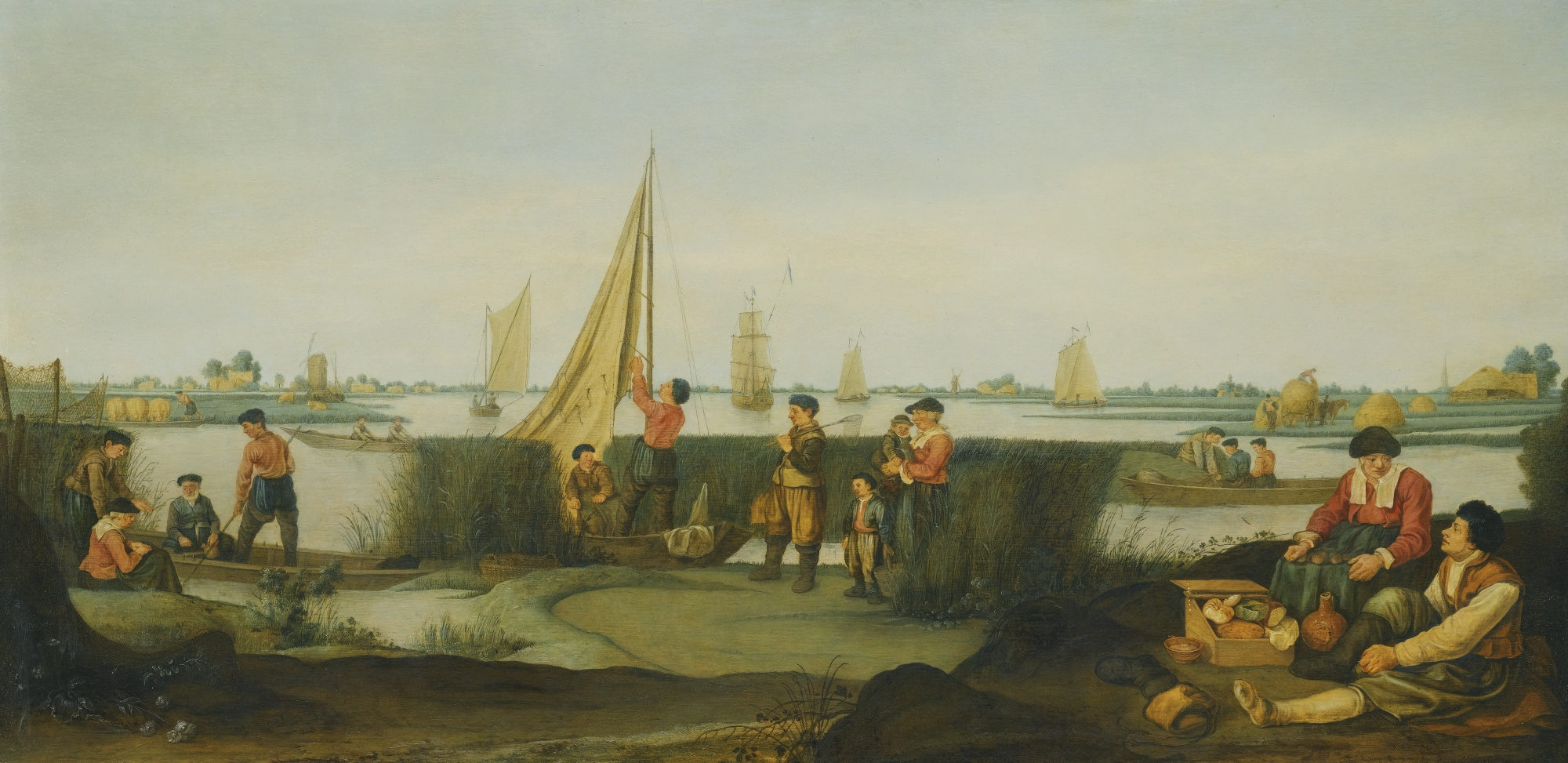
Rybacy na brzegu rzeki

Arent Arentsz. zw. Cabel (ur. 1585 lub 1586 w Amsterdamie, poch. 18 sierpnia 1631 tamże) – holenderski malarz pejzażysta, działający w Amsterdamie, w okresie baroku; wnuk Pietera Aertsena.

## Życiorys
Początkowo był przypuszczalnie zawodowym żaglomistrzem (podobnie, jak jego ojciec), a z zamiłowania rybakiem i myśliwym. W wieku 33 lat ożenił się i zamieszkał w amsterdamskiej Prinsengracht, gdzie wybudował dom, który nazwał „Cabel”. Stąd pochodzi przydomek artysty.
Podstaw malarstwa olejnego musiał nauczyć się od kogoś w Amsterdamie, nie zachowały się jednak żadne doniesienia na temat jego nauczyciela. Wiadomo, że inspirował się malarstwem Hendricka Avercampa. Namalował nawet kopię jednego z jego zimowych pejzaży, ale ostatecznie uznał, że bliższe mu są pejzaże letnie, dla których opracował własny styl.

## Twórczość
Malował holenderskie poldery, łąki i wybrzeża rzek. Swoje obrazy urozmaicał sztafażem z elementami anegdotycznymi, przedstawiając rybaków, chłopów i myśliwych podczas codziennych zajęć. Jego prace odznaczają się subtelną kolorystyką i perspektywicznym ujęciem dalszych planów. Podpisywał się monogramem w postaci podwójnej litery „A”.
Prace artysty eksponowane są m.in. w Rijksmuseum w Amsterdamie, National Gallery w Londynie, Museum Boijmans Van Beuningen w Rotterdamie i paryskim Luwrze.

## Galeria

Portret van een familie, XVII w., Muzeum Hallwyl, Sztokholm
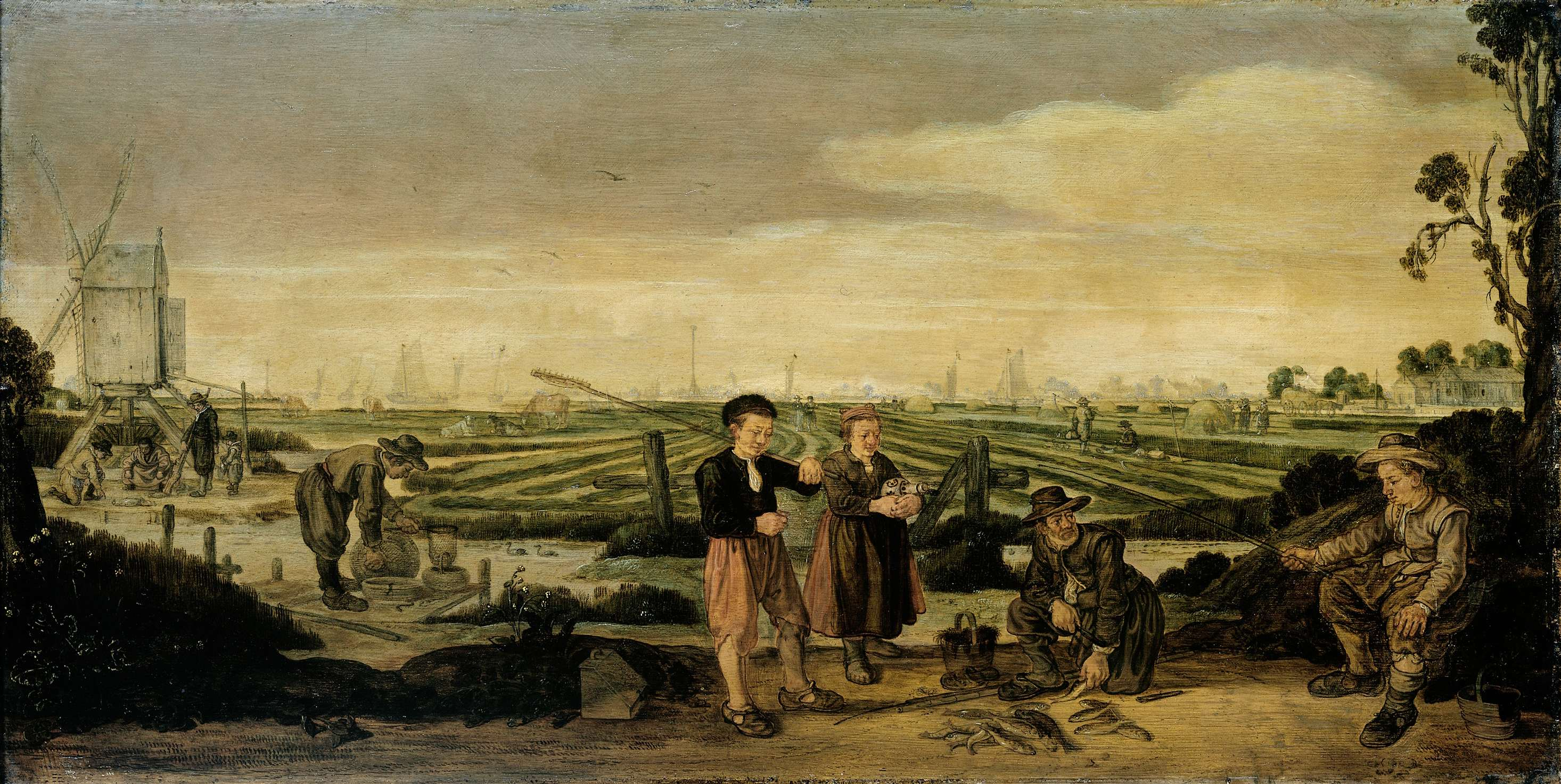
Vissers en boeren, ok. 1625–1631, Rijksmuseum, Amsterdam
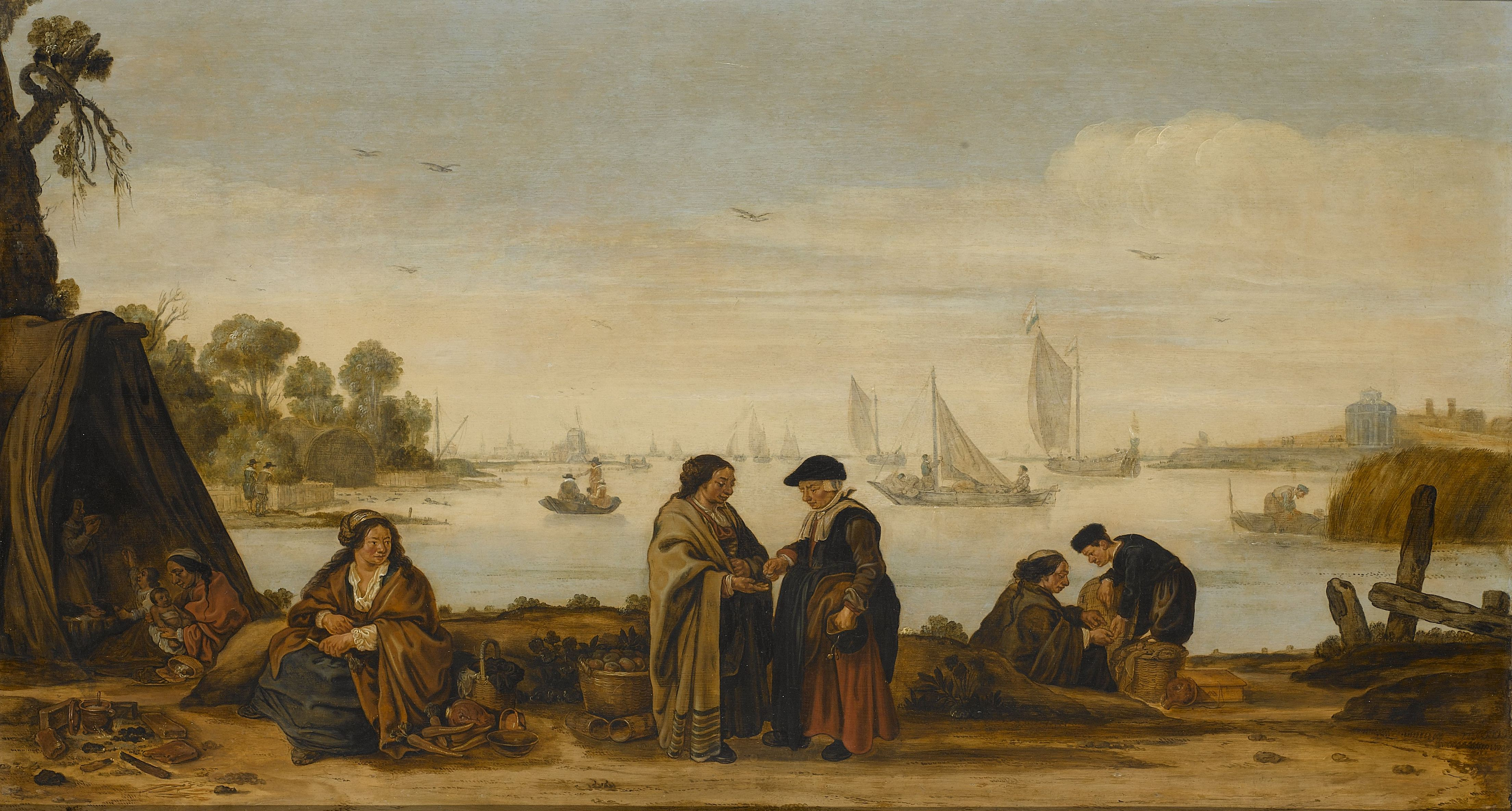
Rivierlandschap met zigeuners, ok. 1625–1631, Rijksmuseum, Amsterdam